# Nandigama (mandal)
Nandigama là một trong 50 mandal thuộc huyện Krishna, bang Andhra Pradesh. The mandal is bounded Penuganchiprolu, Kanchikacherla, Chandarlapadu mandals and also a portion of it by the state of Telangana.